# Ophiopogon leptophyllus
Ophiopogon leptophyllus là một loài thực vật có hoa trong họ Măng tây. Loài này được Griff. mô tả khoa học đầu tiên năm 1848.